# Ву (династија Хан)
Ву Ди, Ву или цар Сјао-ву (кин: 孝武皇帝; пин: Xiàowǔ huángdì; 7. јун 156. п. н. е. Чанган — 29. март 87. п. н. е. Чанган) био је седми цар Кине из династије Западни Хан (141—87. п. н. е.) и највећи цар поменуте династије.
Економске и социјалне реформе које су спровели чланови династије Хан, у првом реду управо цар Ву, помогле су да Кина остане уједињена. Канали и реке служили су како за наводњавање тако и за саобраћај, и у том погледу Кина је била много испред Европе. Број становника врло брзо се повећавао. Трговина се стално развијала, тржнице су отваране у свим крајевима земље, па се финансијски систем убрзано развијао. Доба реда и унутрашњег мира омогућило је и да се пољопривреда развија и усавршава техника обрађивања земље. Између осталог, гајио се чај, грожђе и поморанџе.
Све веће благостање утицало је и на друге области живота. Отварале су се школе и образовање је обухватало све већи број људи. Историчари су почели да прикупљају проверене податке из кинеске историје, о династијама Шанг, Џоу и, на крају, о династији Хан. Цар Ву се постарао да обнови књиге које је уништио Ћин Ши Хуанг и помогао је ширење Конфучијевог учења. Цар је чврстом руком управљао Кином, што је земљи донело велике користи. Увео је монопол на руде, бар што се тиче већине која се могле наћи у Кини, као што су гвожђе, сребро, калај, али и иловача. Затим је регулисао ковање новца.
Иако је намеравао да одржи вечни ред и мир, Ву је већи део своје владавине провео у ратовима и због тога постао познат као Ратнички цар. На првом месту, био је увучен у дуги рат са варварским народом Сјонгну, који је живео на северу. Затим је освојио део Манџурије, Кореје, јужну Кину и део Индокине и отпочео ширење према средњој Азији. У тренутку његове смрти, царство династије Хан простирало се на територији које је била велика отприлике као територија Римског царства у доба његове највеће моћи. Освајањима цара Вуа, његовим опсежним административним реформама и улагањима у културу може су углавном захвалити што је династија Хан имала на источни свет јак утицај исто колико је Римско царство имало на западни.

## Имена
Име по рођењу цара Вуа било је Лију Че (кин: 刘彻; пин: Liú Chè). Сходно кинеској традицији, за њега се користе постхумно име и храмовно име, док је сам владар користио бројна владарска имена. Цару Вуу додељено је храмовно име Хан Ши-цунг (кин: 世宗; пин: Hàn Shìzōng), давано владарима законодавцима и онима који су одржали успехе својих предака. Постхумно име му је управо било цар Сјао-ву, по којем се у историји и наводи.
Ву је током своје владавине користио чак једанаест владарских имена и сматра се царем који је почео у континуитету да употребљава владарско име, иако су га користили и његови преци, али не тако систематично. На основу владарског имена рачунале су се године, а цар је назив ере мењао приближно на сваких пет година. Прво владарско име које је користио било је Ђијен-јуан (кин: 建元; пин: Jiànyuán; 140—135. п. н. е.), које су и његова два претходника користила током првих година своје владавине и које значи: Оснивање првог. Сви називи периода имају буквално значење и означавали су владарев слоган, жељу да владавина буде успешна или слично или су осликавали постојећу политичку ситуацију у земљи. Уследила су владарска имена Јуан-гуанг (кин: 元光; пин: Yuánguāng; 135—129. п. н. е.) и Јуан-шуо (кин: 元朔; пин: Yuánshuò; 129—123. п. н. е.). У Историји бивше династије Хан забележено је да је у 6. години ере Јуан-шуо, чије је значење Први млади месец, цар уловио Ћи-лина, односно белог једнорога. Министри су му предложили да обележи тај добар знак тако што ће променити назив периода. Тако је 123. п. н. е. назив ере промењен у Јуан-шоу (кин: 元狩; пин: Yuánshòu), у значењу Први лов. Уследила су владарска имена Јуан-динг (кин: 元鼎; пин: Yuándĭng; 117—111. п. н. е.), Јуан-фенг (кин: 元封; пин: Yuánfēng; 111—105. п. н. е.), Таи-чу (кин: 太初; пин: Tàichū; 105—101. п. н. е.), Тјен-хан (кин: 天汉; пин: Tiānhàn; 101—97. п. н. е.), Таи-ши (кин: 太始; пин: Tàishĭ; 97—93. п. н. е.), Џенг-хе (кин: 征和; пин: Zhēnghé; 93—89. п. н. е.) и Хоу-јуен (кин: 后元; пин: Hòuyuán; 89—87. п. н. е.).

## Порекло и младост
Лију Че се родио 7. јуна 156. п. н. е. у Чангану, царској престоници династије Западни Хан, као 11. син цара Ђинга и његове тадашње конкубине Ванг Џи. Формална супруга цара Ђинга, царица Бо, била је без деце. Као резултат тога, најстарији син цара Ђинга Лију Жунг, рођен од његове омиљене конкубине госпође Ли, која му је дала три од његова четири најстарија сина, постао је престолонаследник 153. п. н. е. Госпођа Ли, сигурна да ће њен син постати будући цар, постала је арогантна и нетолерантна, нарочито улазећи у сукоб с царем због његовог спавања са другим женама. Њен недостатак такта пружио је прилику Ванг Џи и младом Лију Чеу да стекну цареву наклоност.
Госпођа Ли је ушла и у сукоб са члановима царског клана, који су због тога почели да пружају подршку Ванг Џи. Чак је 151. п. н. е. био уговорен брак између Лију Чеа и Чен Ђијао, кћерке цареве најстарије сестре велике принцезе Гуантао. Принцеза Гуантао почела је непрестано да критикује госпођу Ли пред царем, који је на крају одлучио да је тестира. Једног дана је питао госпођу Ли да ли би се бринула о осталој његовој деци ако би он преминуо, она је му је грубо одрично одговорила. Ово је наљутило и забринуло цара Ђинга. Истовремено принцеза Гуантао је почела отворено да хвали свог будућег зета свом брату, додатно га убеђујући да је Лију Че далеко бољи избор за наследника од Лију Жунга.
Искористивши ситуацију, Ванг Џи је направила последњи корак да победи даму Ли. Пошто је царица Бо била деградирана са тог положаја, убедила је министра да посаветује цара Ђинга да постави госпођу Ли за царицу, пошто је њен син већ био престолонаследник. Цар Ђинг, већ био чврст у ставу да госпођа Ли не сме бити царица, био је бесан и веровао је да госпођа Ли заједно са високим достојанственицима кује заверу. Погубио је министра који је дао тај предлог, свргнуо Лију Жунга са места престолонаследника и протерао га из Чангана 150. п. н е. Госпођи Ли је одузета титула и стављена је у кућни притвор, где је ускоро и умрла. Лију Жунг је био ухапшен 148. п. н. е. због незаконитог одузимања земље царским светилиштима и ускоро је извршио самоубиство док је био у притвору.
Пошто је положај царице био упражњен, цар Ђинг је поставио Ванг Џи. Године 149. п. н. е. Лију Че, сада легално најстарији царичин син, добио је титулу принца Линђијанга и постао је престолонаследник. Изгледа да је отац гајио велику наклоност према сину, јер се дечак показао као врло интелигентан. По очевој смрти 9. марта 141. п. н. е. Лију Че је постао цар, а његова супруга Чен Ђијао царица.

## Спољна политика

### Ратови са Сјонгнуима
Цар Ву је био први цар из династије Западни Хан који се бавио пограничним областима. Погранични проблеми попут честих упада војске Сјонгнуа постали су велики за време владавине Вуовог оца. Међутим, чим је ступио на престо, цар Ву је почео да смишља контрамере против Сјонгну племена.
Године 133. п. н. е. цар Ву је прихватио стратегију свог званичника Ванг Хуија, којом је Сјонгну војсци постављена заседа у Мајиу. Међутим, када се Сјонгну војска приближила Мајиу на стотинак лија, један официр војске Хана обавестио их је да се 300.000 Ханових војника крије у долини и да се спрема да нападне Сјонгну војску. Војска Сијунгну племена избегла је ову заседу и брзо се повукла и безбедно прешла границу. Ванг Хуијев план у потпуности је пропао и он је одмах био погубљен. Хан шу о овом догађају каже следеће:
Ванг Хуи је испланирао напад у Мајиу, а Сјонгнуи су раскинули брачни савез са Ханом.
Од тог часа рат између Хана и Сјонгнуа трајао је читавих 40 година. Између 128. и 119. пре. н. е. вођена су три одлучујућа и успешна похода против Сјонгнуа. У прва два похода династије Хан је повратила област Ордоса и успоставила два војна заповедништва, једно у Шуофангу, а друго у Вујуену. Војска Хана такође је повратила планински венац Ћиљен и Гансу пролаз, и на тој територији успоставила четири војна заповедништва: Ђијућуен, Вувеи, Џангје и Дунхуанг. У трећем походу генерал Веи Ћинг (умро 105. п. н. е.) кренуо је на Дингсијанг, генерал Хуо Ћубинг (140—117. п. н. е.) послат је у Даи војно заповедништво. Сваки генерал водио је војску састављену од 50.000 коњаника и неколико стотина хиљада пешака. Војске су се судариле на данашњој Монголској висоравни и Сјонгнуи су претрпели тежак пораз после кога су се повукли северно од пустиње Гоби. Губици на обе стране били су огромни. Војска Хана је изгубила неколико десетина хиљада војника и више од 100.000 коња. После ове битке држава Хан више није имала ни војне ни финансијске снаге да покрене неке веће походе. Сјонгнуи су, такође, претрпели огромне губитке. Како су се ови номадски народи поделили на пет племена која су била у сталном међусобном рату, озбиљније опасности по Вуово царство више није било са те стране.

### Зависне државе
Како се велики број припадника народа Сјонгну настанио на територији Хана, двор Хана је основао „зависне државе” у северозападним војним заповедништвима са задатком да се брину о потребама овог народа. Административни ниво „зависне државе” био је раван војном заповедништву, а врховни командант имао је задатак да надгледа житеље ових држава. У помоћнике врховног команданта убрајали су се помоћник, капетан и командант батаљона. На територији династије Хан такође су створена подручја за насељавање разних етничких група у новооснована војна заповедништва западних и југозападних области. Цар Ву успоставио је поред источног дела Великог зида пет војних заповедништва: Шанггу, Јујанг, Јоу Беипинг, Лијаоси и Лијаодунг, у која је населио велики број припадника народа Вухуан. Такође је успоставио службу пуковника задужену за заштиту припадника народа Вухуан и надгледања њихових активности.

### Интервенције на истоку
Југоисточно од територије царства Хан постојале су три независне краљевине: Дунг Оу, Мин Јуе и Нан Јуе. По ступању на престо, цару Вуу је краљевина Дунг Оу затражила помоћ, пошто ју је напала краљевина Мин Јуе. Цар Ву је послао војску, па је краљевина Мин Јуе повукла своје снаге. У међувремену, краљ Дунг Оуа затражио је да се пресели у унутрашњост како би био ближи двору Хана. Ву је прихватио ову молбу и дозволио његовом народу да се насели у област река Јангцекјанг и Хуаи. Касније, када је краљевина Мин Јуе напала краљевину Нан Јуе, она је такође затражила помоћ од ханског двора. Цар Ву је поново послао војску против агресорске краљевине. Када је међу поглаварима краљевине Мин Јуе дошло до унутрашњег раздора, цар Ву је искористио прилику, напао ову краљевину и копном и воденим путем, и коначно је покорио. После тога цар је народ из ове краљевине преселио у области око река Јангцекјанг и Хуаи.
Џао Јингћи, владар краљевине Нан Јуе, био је праунук њеног оснивача Џао Туоа (умро 137. п. н. е.). Док је Џао Јингћи био крунски принц, он је служио у царској палати у Чангану, и оженио се девојком из клана Ђију, из Хандана, са којом је добио сина Џао Синга. Када је 122. пре. н. е. постао краљ, Џао Јингћи за краљицу је наименовао госпођу Ђију, а не своју прву жену из државе Нан Јуе. После његове смрти 115. п. н. е. престо је наследио његов син Џао Синг. Џао Синг и његова мајка поднели су петицију цару Вуу у којој су тражили да се према краљу „поступа као према господару”. Краљица је такође обећала да ће сваке треће године долазити у престоницу да изрази своју лојалност. Цар Ву је одобрио његов захтев, али се Љу Ђија, први минстар краљевине Нан Јуе, није сложио. Он се залагао да са Џао Јингћија краљевска част пређе на Џао Ђијендеа, најстаријег сина његове прве жене из Нан Јуеа. Љу Ђија је извршио државни удар и убио Џао Синга, његову мајку и посланике са ханског двора. Онда је за краља поставио Џао Ђијендеа. Од тог тренутка краљевина Нан Јуе је нашла у ратном стању са царством Хана. У јесен 112. године п. н. е. цар Ву је послао велику поморску силу да угуши Љу Ђијову побуну. Генерал Лу Боде, назван Генерал који умирује таласе (на врхунцу од 119. до 97. године п. н. е.), и генерал Јанг Пу, назван Генерал високих бродова (умро отприлике 107. године п. н. е.), постављени су на чело четири бригаде које су обухватале 100.000 војника, већином састављену од осуђеника, и копном и морем напали на краљевину Нан Јуе. Следеће године хански генерали су освојили престоницу Панју и заробили Љу Ђија, Џао Ђијендеа и друге заверенике. Љу Ђија и Џао Ђијенде били су погубљени. У области Нан Јуе успостављено је девет војних заповедништва: Данер, Џуја, Нанхаи, Цангву, Јулин, Хепу, Ђијаоџи, Ђијуџен и Жинан. Услед даљег развоја поморског транспорта, када су основана наведена заповедништва сав данак отуда преношен је поморским путем.
Између 111. и 110. п. н. е. цар Ву је наредио генералу Јанг Пуу да са 50.000 бродова пређе Бохајско море и нападне краљевство Кочосон у данашњој Кореји. Када је Кочосон поражен, на његовој територији успостављена су четири војна заповедништва, Леланг, Линтун, Сјуенту и Џенфан.

### Дипломатске мисије уЗападним областима
Током година сталног ратовања са Сјонгнуима однос Хана и Западних области постале су најспорније. Западне области из доба династије Хан обухватале су данашњу аутономну област Синђан, а за време цара Вуа израз се односио и на Централну Азију и територију западно од ње. Већи део ове области сачињава је пустиња, са врло мало обрадиве земље, а већина житеља ове области живела је око оаза око оближњих река. У овом региону постојало је 36 краљевина. Веће краљевине имале су између 20.000 и 30.000 становника, а највећа међу њима имала је око 80.000 становника. У мањим краљевинама живело је тек неколико хиљада људи, а најмања је имала мање од 700 становника. Краљевине у којима се народ бавио пољопривредом називане су утврђена краљевства. У неким краљевинама људи су водили номадски живот трагајући за водом и испашом; они нису имали стално место боравка.
Дошавши на престо цар Ву је намеравао да успостави војни савез са државама Западних области и да на тај начин олакша војни поход против Сјонгнуа. Племе Велики Јуеџи, односно Индоскити, имало је своју краљевину у долини реке Аму Дарја, где су побегли тешко поражени од Сјонгнуа. Године 138. п. н. е. цар Ву им је послао Џанг Ћена (умро 114. п. н. е.) као изасланика. Међутим, пре него што је стигао до циља Сјонгнуи су га заробили. У њиховом заточеништву провео је више од 10 година, а онда је успео да побегне и настави свој пут. Прво је отишао у Дајуан (у данашњој Ферганској области), прошао кроз Кангђу (Согдијана) и коначно стигао до племена Велики Јуеџи. Како су старог краља овог племена у једном сукобу убили ратници Сјонгнуа, а нови краљ био је задовољан стилом живота који је водио, није био вољан да се прикључи савезу против Сјонгнуа. Поред тога, племе Велики Јуеџи више није имало жељу да се врати у свој првобитни завичај. Џанг Ћен је годину и по дана остао овде без икаквог резултата, а онда је кренуо кући дуж планине Кунлун, Алтун и Ћиљен. Међутим, на повратку поново су га заробили Сјонгнуи. Тек 126. п. н. е. успео је поново да побегне и врати се у Чанган.
Када је Џанг Ћен кренуо у своју мисију, у пратњи је имао више од 100 људи. Када се 13 година касније вратио у Чанган, са њим су били само његова жена пореклом из племена Сјонгну и његов некадашњи Сјонгну роб Тангји Фу. Приликом боравка у Западним областима Џанг Ћен је пропутовао кроз краљевине Дајуан, Кангђу, Велики Јуеџи и Да Сију, односно Бактрију. У то време је схватио да постоји бар још пет или шест великих краљевина у овом региону, укључујући Вусун смештену у долини реке Или, Партско царство (Анси), Селеукидско царство (Тијаоџи) и Аорси (Јенцаи), племе настањено северно од Аралског језера. Он је темељно проучавао њихову државу, друштво, географију, производњу и обичаје. Када се вратио на двор Хана, он је цара Вуа известио о свему што је сазнао приликом свог боравка у Западним областима. Ово је прво упознавање Хан Кинеза са Синђаном, централном и западном Азијом.
Године 119. п. н. е. Џанг Ћен је по други пут послат у Западне регије. Његова мисија овог пута била је да убеди владара државе Вусун да се прикључе држави Хан у борби против Сјонгнуа. Народ Вусун је првобитно живео поред племена Велики Јуеџи у данашњем Дунхуангу, и области око Ћиљен планине. Касније се овај народ преселио у долину реке Или, и тамо успоставио краљевину која је у то време бројала око 630.000 људи. Међутим, Вусуни нису желели да се прикључе борби против Сјонгнуа. Када је Џанг Ћен одлучио да се врати на хански двор, краљ Вусуна дао му је пратњу од неколико десетина војника. Такође је цару Вуу поклонио неколико десетина расних коња. Када је Џанг Ћен кренуо у ову мисију, у његовој пратњи било је више од 300 чувара и изасланика са акредитивима. Свако понаособ био је снабдевен са два коња. Осим тога, у његовој пратњи било је и велико крдо волова и стадо оваца. На путовању изасланици и чувари посећивали су и суседна краљевства, укључујући Дајуан, Кангђу, Велики Јуеџи, Бактрију, Партију и Индију. Када су се изасланици и чувари спремали за повратак, владари ових држава у знак поштовања према цару послали су и своје изасланике у Чанган.
Због отварања пута у Западној области, Џанг Ћен је у историји познат као крчилац новог пута. Захваљујући његовим напорима „по први пут успостављени су односи између царевине Хана и северозападних држава”. После успостављања веза са Западним областима цар Ву је почео да развија односе са овим државама. Године 105. п. н. е. и 101. п. н. е. са ханског двора удате су принцеза Сиђун и принцеза Ђијејоу за владаре краљевине Вусун. Многе државе које су се налазиле на јужном путу до Западних области исказале су своје пријатељство према Вуовим изасланицима и на његов двор послале своја изасланства. Године 101. п. н. е. цар Ву је увео функцију „командант изасланика” (шиџе сијаовеи), који је боравио у тврђави Вулеи у Западним областима. Такође је поставио и пољопривредне гарнизоне у Jулију.

### Копнени и поморски Пут свиле
Данашњи израз Пут свиле односи се на низ путева који су отворени у доба цара Вуа, када је двор Хана основао државно одељење за Западне области. Копнени путеви који су ишли од истока на запад почињали су у Сијану, пролазили кроз Гансу кланац у области западно од Хоангхоа, досежући до централне Азије. Један пут почињао је у кланцу Јанг, пролазио кроз Шаншан, познат још и као Лоулан, ишао дуж северне падине планине Кунлун, продужавао на запад, пролазио са једне стране Памира, затим кроз државу Велики Јуеџи и завршавао се у Партском царству. Наставком путовања на запад долазило се до Лидијена, данашњег Рима. Идући на југ, могло се доћи до Ђуендуа или Синдуа. Други пут почињао је у Јумен кланцу, пролазио кроз Ђушићијенгуо, ишао дуж јужног подножја планине Тјен Шан, продужавао на запад, пролазио кроз Шуле, пролазио са једне стране Памира кроз Фергану, и завршавао се у Самарканду и држави Аорси. Када су отворени ови путеви, двор Хана је слао пет или шест делегација, а можда чак и више од 10 делегација годишње у Партију, Аорси, Индију, Месопотамију и Рим. Свака делегација састојала се од више стотина чланова. Чак су и мање делегације имале више од стотину чланова. Одлазак и повратак ових делегација у ближе државе могли су трајати од две до три године. За путовање у удаљене краљевине требало је од осам до девет година. Делегати су са собом носили сирову и прерађену свилу, лаковану робу и предмете од гвожђа. Такође су у државе које су посећивали доносили технологију ливења гвожђа и методе копања бунара. А у Кину су се враћали са расним коњима, камилама, зачинима, грожђем, наром, луцерком, сусамом, краставцем, грашком и орахом.
Поморски Пут свиле почињао је у лукама данашњих провинција Гуангдунг и Гуангси, ишао преко Јужног кинеског мора, поред Малајског архипелага, Малајског полуострва, и преко Индијског океана. Овај пут није отворен одједном, већ је постепено формиран упоредо са развојем технологије навигације. Када је цар Ву успоставио девет војних заповедништва у јужној Кини, он се онда посветио развоју поморске комуникације. Према Хан шуу, ако се крене из Сјувена, Хепуа и ако се путује на југ дуж данашњег Индокинеског полуострва, може се стићи на јужни део тог полуострва и до других држава које се налазе на Малајском полуострву. Ако се прође кроз мореуз Малака, и путује на запад Индијским океаном, онда се долазило до краљевства које су Кинези називали Хуангџи, смештеном у данашњој југоисточној Индији. Јужно од Хуангџија постојала су и нека друга краљевства као што су Шри Ланка (Јиченгбу), и Пулау Писанг (Пицунг), мало острво смештено западно од малезијске државе Џохор.
Хански трговци су одавде куповали бисере, лазулит и друге ретке драгуље, а плаћали их златом и свилом. Трговинска размена стално се повећавала. Вуши Ваигуо Џуан, Опис страних држава из периода владавине цара Вуа, каже:
Ако пловимо бродом са седам великих једара, од Ђиан дијаоџоуа, у Јужнокинеском мору, потребно је више од месеца дана да бисмо стигли до Ћина. Ћин је краљевина Да Ћин.

### Југозападни Пут свиле
Југозападна рута Пута свиле ишла је од данашњег Сичуана кроз Јунан ка Бурми и Индији. Био је то врло стар пут. Ако не пре, бар за време династије Западни Хан, постојао је мали приватни пут који је касније проширен. У време цара Вуа области које су обухватале данашњу провинцију Сичуан, југозападни део града Чунгкинга, западни део провинције Гуејџоу и целу провинцију Јунан називане су југозападним регионом или југозападни Ји. Када се Џанг Ћен вратио у Чанган из Западних области, он је цара Вуа известио да је у Бактрији видео одећу која је прављена у Шуу и предмете од бамбуса направљене у Ћијунгу. Џанг Ћен је даље рекао да је од локалних становника сазнао да су одећа и штапови купљени у Индији од трговаца из Шуа. Он је такође сазнао да је Индија удаљена неколико хиљада лија југоисточно од Бактрије, а да је удаљена 2.000 лија (830 km) западно од Ћијунга. Такође је известио цара Вуа да, ако ханска држава жели да се повеже са краљевином Дајуан, Бактријом, Партијом и другим централноазијскијским краљевинама, то се може учинити преко кланца Гансу. Међутим, рекао је и да је врло вероватно да ће припадници племена Сјонгну и Ћијанг зауставити путнике на том путу, који је ишао западно од Хоангхоа и био врло дуг. Стога је, по његовом мишљењу, било лакше да се ка Индији крене од Шуа, који је много ближи пут и на којем нема непријатељских расположених народа. Цар Ву је прихватио Џанг Ћенов предлог, обратио је пажњу на овај пут и уложио велики напор да га прошири. Превасходни циљ му је био да преко њега успостави везу са Бактријом (Да Сија), и другим централноазијским краљевинама у намери да заједно са њима створи савез за борбу против Сјонгнуа. Ово је био први југозападни Пут свиле који су користили обични људи. Био је то узан пролаз који је водио кроз тежак терен настањен разним етничким групама.
Вуу је било потребно десет година да умири југозападни Ји, а цар је током своје владавине послао више од 10 делегација да у трагању за овим путем истраже ову област. Његови изасланици испрва су на запад стигли само до Дијана; њихов даљи пут зауставио је Куенминг Ји народ, насељен на обалама језера Ерхаи и североисточно од данашњег Баошана ка Далију у данашњем Јунану. Цар Ву је, да би сломио отпор, додељивао племићке титуле свим племенским поглавицама који су признали његову врховну власт. На крају је у овој области успоставио седам војних заповедништава. Област у којој је живело Јеланг племе постало је војно заповедништво Ћијенвеи, област настањена племеном Ћијелан постала је војно заповедништво Цангке; област у којој је живело племе Ћијунгду постало је војно заповедништво Јуесуи, област настањена племеном Цуоду постало је војно заповедништво Ченли, предели настањени племеном Жанманг постали су војно заповедништво Веншан, област настањена племеном Баима постала је војно заповедништво Вуду, а краљевство Дијан постало је војно заповедништво Јиџоу. Године 109. п. н. е, када је цар Ву основао Јиџоу, он је краљу Дијана послао печат са натписом „Дијан Ванг Џи Јин”, којим потврђује његово право да влада овом земљом. Цар Ву је и сваком другом краљу или маркизу поклонио по печат.
Делује да је политика цара Вуа, као и све већи културни и привредни раст територију и утицај династије Западни Хан проширио далеко изван граница које је имало царство Ћин. Осим тога, однос између Хана и пограничних народа се поправио и друштво је у овом периоду постало много стабилније.

## Реформе
Цар Ву је доносио свеобухватне законе у циљу вођења државних послова и осигурања безбедности народа. Законик Западног Хана није сачуван, али према Хан шуу, за време Вуове владавине законик Хана је проширен на 359 поглавља, од којих се 409 чланова односило на смртну казну. Од 13.472 случаја, у 1.882 пресуђена је смртна казна. Стога можемо закључити да су закони Хана били врло замршени и сложени. Наименовање и постављање службеника било је у надлежности централне власти и зависило је од тренутних потреба државе. У надлежности централне владе биле су још: одбрана граница, очување друштвеног поретка, унапређивање пољопривреде и свиларства, иригациони радови, борба против поплаве, смањивање глади, контрола присвајања земље, отварање планинских пролаза и изградња мостова, ковање новца, стандардизација мера, образовање, избор државних службеника, успостављање и очување моралних норми, астрономска посматрања и утврђивање календара.

### Свеобухватне реформе: Пет мера
Дошавши на власт, Гао-цу, први цар из династије Хан, био је приморан да хитно изврши реформе услед хаотичног стања у друштву, застоја у привреди и нестабилне политичке ситуације. Негативни ефекти Гао-цуових хитних мера избили су на површину у време доласка на власт цара Вуа. Држава је била богата, јака и просперитетна, али је постало неопходно спровођење великих политичких и друштвеих реформи. Наиме, до тог тренутка су припадници царског клана добијали феудалне поседе и титулу краљева, моћ им непрестано увећавала и постала је толика да је угрожавала и централну власт.
Цар Ву је био политички визионар и талентован човек. Међу његовим првим одлукама био је позив даровитим и образованим људима да одговоре на низ питања о томе како треба владати државом. Предлог који је цар усвојио дошао је од филозофа Дунг Џунгшуа (179—104. п. н. е.), који је рекао како је „боље отићи кући и направити мрежу за рибу него стајати крај реке, кршити руке и жудети за њом”, што је значило да је дошло време за промене у држави.
Ву је спровео свеобухватне реформе од којих је већина полазила од старог Ћиновог система. Међутим, он је додатно развио и усавршио систем Ћина, пре свега, да би ојачао централну власт. Усвојио је пет мера.
Прва је била реформа система централне владе, слабљење моћи министара и концентрација власти у рукама цара. Средство за остваривање овог циља било је стварање два нова државна тела: „Унутрашњег двора” (неи чао) или „Централног двора” (џунг чао) и „Спољашњег двора” (ваи чао). У центру унутрашњег двора био је управитељ царског секретаријата (шангшу линг), функције која је била најближа цару. Други чланови овог тела били су њихови повереници у које су се убрајали чувар (ши цунг), чувар палате (ши џунг), управитељ палате (ђиши џунг) и чувар другог реда (чангши). Цар је бирао службенике учењаке за послове који се сврставају у надлежност унутрашњег двора. Будући да их је цар повремено питао за савет, они су имали прилику да учествују у доношењу неких значајних одлука. У исто време, главни управитељ за писане ствари, одговоран за преношење писама и молби, постепено је увећавао своју моћ и утицај на неке важне административне ствари. Спољашњи двор био је састављен од три екселенције и девет коморника. Најважнији службеник спољашњег двора био је главни саветник, најуваженији и најутицајнији члан овог тела. Другим службеницима од поверења, министрима и генералима није било дозвољено да учествују у доношењу одлука уколико нису имали титулу „сарадника царског секретара”. Као последица ове реформе царска моћ била је на свом врхунцу, а владарев ауторитет се брзо ширио; ауторитет и моћ главног саветника били су релативно мали.
Друга реформа била је примена онога што је названо указ о проширењу дарежљивости (туи ен линг). До тог тренутка су припадници царског клана добијали феудалне поседе и титулу краљева, моћ им непрестано увећавала и постала је толика да је угрожавала и централну власт. Нова политика налагала је да када племић или краљ умре, његову титулу и део земље наслеђује најстарији син прве жене, док преостали део земље цар поклања синовима његових конкубина. То је био „маркизат” (хоу гуо), као вид „проширне дарежљивости”. Пространство краљевине (ванг гуо) после извесног времена се смањује, а поглавар краљевине губи свој политички прерогатив. Поред тога, само је цар могао да поставља и смењује службенике у маркизату или краљевини. Статус маркизата или краљевине на тај начин је снижен и коначно изједначен са статусом округа, чиме су поткопане амбиције сепаратистичких елемената у држави. Међутим, тај процес је био дуг и у почетку су краљеви наставили да врше утицај какав су имали до тада. Велике сахране приређиване одређеним члановима царске породице биле су знак њихове моћи и богатства. Пример овога у провинцији Хебеј био је Лију Шенг, син цара Вена и брат цара Вуа. Он је имао статус краља Џунгшана и сахрањен је са Доу Ван, својом главном женом, 113. или 112. пре. н. е. Њихова тела прекривена су покровом од жада, украшеног златним тракама и везом са златним нитима, док је сам гроб испуњен великом количином раскошних предмета.
Трећа реформа било је обнављање и усавршавање система надзора. Држава династије Хан била је подељена на 13 региона или провинција (џоу), који су имали функцију надзорних области с јурисдикцијом над командатурама. Сваки регион је имао свог надзорника или инспектора (ци ши) који је имао обавезу „да надгледа ствари у складу са шест чланова закона” (лију тијао). Оно необухваћено овим члановима надзорник није имао право да истражује. Први члан односио се на „богате и моћне кланове”, а пети на начелника војног заповедништва (дун шоу), командира (веи) и краљевског управитеља (ванггуо сијанг). Свако кршење закона, злоупотреба власти, застрашивање, корупција, протекционаштво и изнуђивање били су у делокругу регионалног надзорника. Касније је у престоници успостављена функција команданта метрополе (сили сијаовеи) који је имао проширено овлашћење да „испитује деловање службеника у областима око престонице, да их поставља и смењује са положаја”. Само је он био надлежан за надзор над службеницима престонице и над седам војних заповедништва, Три општине (санфу): Ђингџао, Пингји и Фуфенг, над Три Хеа: Хедунг, Хенеј, Хенан (Сан Хе), као и над Хунгнунгом. Ови надзорници су били директно подређени цару и само су њему полагали рачуне. Међутим, њихов званични статус није био претерано висок. Према чувеном учењаку из династије Ћинг, Гу Јанвуу (1613—1682), „мада је њихова плата била мала, дужност је била узвишена, мада је њихов положај био низак, њихова моћ била је велика”. Ако се бављање војним заповедништвом, округом, општином и сеоском заједницом схвати као вертикални систем владања, онда постоји и хоризонтални систем владавине. Унутар сваке локалне власти, на пример, било је више десетина службеника, укључујући и оне који су били задужени за со, гвожђе, грађевинске радове, облачење, снабдевање водом и опорезивање, који су били подређени одговарајућем одсеку у централној влади. Службеници задужени за со и гвожђе, на пример, били су одговорни коморник за националну благајну, службеници за грађевинске радове били су подређени коморнику за приходе двора, а службеници за снабдевање водом одговарали су команданту за воде и паркове. Ова стратегија владања цара Вуа у историји се назива стратегијом контроле спољашњег помоћу унутрашњег и контроле великог помоћу малог.
Четврта реформа представљала је реформисање војног система и концентрација војне моћи у рукама цара. Две кључне стратегије у спровођењу ове политике биле су редукција система опште регрутације и увођење система војне регрутације. Регрутовани војници добијали су статус професионалаца и стално су боравили у престоници. Њихова главна дужност била је заштита престоног града и цара. Ова престоничка војска (шицунг ђун) имала је три рода: чувари капије (ћимен ђун), коњичка гарда (јулин ђи) и сирочад коњичких дворских гардиста (јулин гуер). У прва два рода регрутовани су „синови из добрих породица”. То су били синови чувара палате (ши џунг), чувара другог реда (чангши), коњичких официра (вуђи), односно сви они који су потицали из шест северозападних војних заповедништва: Лунгсија, Тијеншуија, Андинга, Беидија, Шангђуна и Сихеа, која су се налазила у провинцији Гансу или западном Шенсију. Ових потоњих, који су сви били добри стрелци и коњаници, било је отприлике 2.000. Сироче припадника коњичке дворске гарде био је „званичан назив синова и унука војника династије Хан који су часно страдали у боју”. Они су „од ране младости обучавани да буду припадници дворске коњичке гарде, јединице у којима су постајали професионални војници”. Осим поменуте војске и коњице, постојао је још и осам јединица дворске гарде (ђинвеи ђи ђун) од којих је свака бројала 700 професионалних војника. Свака јединица имала је свог старешину, команданта (сијаовеи), па је дворска гарда због тога називана Осам команданата. Ове јединице обично су боравиле у престоници, а понекад су упућиване и у војне походе.
Пета је била реформа монетарног система кроз јачање финансија. До тада је монетарни систем династије Хан био нестабилан и стално се мењао. Централна влада била је задужена за ковање новца, али су и локалне владе, па чак и приватна лица могле су да у оптицају пуштају имитацију царских новчића. Величина, тежина, спецификације и квалитет новца нису били стандардизовани, што је озбиљно угрозило трговинску размену и одређивање пореза. Почетком владавине цара Вуа, држава је више пута реформисала валуту, али је свака реформа доживела неуспех. Године 118. п. н. е. цар Ву је тројици чиновника из царског парка Шанглин задуженим за новац: управитељу ковница (џунггуан), стручњаку за ковање (ђићијао) и управитељу за процену сировог бакра (бијентунг) наложио да искују бакарни новац, назван вушу ћијен, познат као пет шуа (3,2 g). Ово је постала стандардна валута која је била у оптицају у читавој држави. Затим је цар Ву наредио укидање старе валуте и строго забранио приватним појединцима, локалним чиновницима, краљевинама и војним заповедништвима да кују новац. Новац од пет шуа имао је јединствен дизајн; уздигнуту ивицу и носио је натпис од два карактера: „Пет шуа”, чиме је спецификована његова тежина. Сви новчићи су били исте тежине и облика, релативно стабилне вредности, лаки за употребу, а тешки за фалсификовање. Ова валута била је у оптицају више од 300 година, све до периода Три државе (220—280). Због финансијских потреба похода против Сјонгну племена, цар Ву је усвојио и неколико нових мера, укључујући успостављање државних агенција за производњу соли и гвожђа и увођење политике једнаке расподеле и уравнотеженог стандарда. Једнака расподела била је политика којом је држава прикупљала робу из читавог царства и ради расподеле превозила је на унапред одређена места. Политика стабилизације цена заснивала се на уравнотеженом стандарду. Због свог искуства у вођењу ове врсте послова, за спровођење ове нове врсте политике, изабрани су трговци.
Финансијске реформе цара Вуа из династије Западни Хан не само што су побољшале финансијско стање двора већ су увећане и моћ централизоване државе.

### Неуспех у решавању социјалних проблема
Један од проблема са којима се Ву суочио током своје владавине био је јаз између богатих и сиромашних, који је био све већи пошто није постојало ефикасно ограничавање присвајања земље. Стање је било такво да „богаташи имају земље чије границе не могу да сагледају, а сиромах нема земље ни да шило забоде у њу”. Неке занатлије и трговци енормно су се обогатили, између осталог тако што су копали руду гвожђа, којом су биле богате планине, и прерађивали је. Њихово експлоатисање нижих класа изазвало је презир народа, што је створило одређени немир у земљи и угрозило локалну стабилност.
Међутим, нису трговци и занатлије били најмоћнији земљопоседници, то су у највећем броју били државни службеници. Нпр. стриц цара Вуа, Тијен Фен (умро 131. п. н. е.), који је својевремено био главни саветник живео је у „палати, лепшој од свих осталих издања у престоници”. Према Хан шуу:
Његова поља и вртови били су изузетно плодни, а трговци који су продавали производе из војног заповедништва или округа, били су поређани дуж пута све до његове куће.
По Хан шуу, када се Гуан Фу (умро 131. п. н. е.), старешина дворских витезова, повукао из службе:
...дружио се само са моћним и богатим људима. У свом дому нагомилао је десетине хиљада у готовини, а сваког дана за својим столом гостио је од неколико десетина до сто званица. Имао је рибњаке, поља и вртове, припадник његовог клана и закупци господарили су Јингчуаном.
Сурови чиновник Нинг Ченг (на врхунцу 144—134 године п. н. е.) после напуштања службе вратио се у завичај и „на кредит купио више од 1.000. ћинга планинског земљишта, а онда је унајмио неколико хиљада породица да раде за њега”.
Иако се процес стварања великих земљопоседа завршио доласком цара Вуа на престо, живот најсиромашнијих слојева није се побољшао. Према подацима из 107. п. н. е, број избеглица у источним државама, где су велики замљопоседници били мање заступљени, премашио је 2.000.000 људи, што је још више погоршало постојећу друштвену кризу.

### Економске реформе: Монопол на гвожђе и со
Након десет година бројних војних похода против Сјонгнуа и услед пружања помоћи жртвама природних катастрофа, државна благајна је била готово празна. Неки државници су тражили аграрну реформу у виду враћања система поља састављеног од девет квадрата. Како је овај систем у ранијим временима сматран добрим, ово становиште је имало много присталица. Поједини мислиоци предлагали су само сличне мерама система поља састављених од девет квадрата који би задовољио практичне потребе тога доба. Филозоф и државник Дунг Џунгшу, на пример, први је предложио ово решење. У петицији упућеној цару Вуу он је рекао:
Мада је тешко да се брзо уведе систем поља од девет квадрата, треба учинити нешто што ће се личити на тај систем који је био делотворан у прошлости. Треба ограничити власништво тако да земљу добију и они који немају довољно и да се спречи даља отимачина земље.
Међутим, цар Ву није прихватио Дунг Џунгшуов предлог јер је имао нешто друго на уму. Године 119. п. н. е. наредио је национализацију свих предузећа која су производила со и гвожђе и истим трговала. Затим је забранио приватну производњу и донео одлуку по коме право на топљење гвожђа има само централна власт. Од тад до 114. године п. н. е. цар Ву је водио политику „акумулације готовине”. Када су земљопоседници и трговци кршили законе, кажњавани су одузимањем земље и имовине. Према Ши ђију Сима Ћена:
Конфискована земља и имовина достизали су стотине милиона, а број робова и слугу достизао је стотине хиљада. У великом округу конфискована земља достизала је стотину ћинга, а у малом стотину ћинга. За конфисковане куће и боравишта важило је исто правило. Стога су многе породице из средње и више трговачке класе доживеле потпуну пропаст.
Власт је поставила службенике на сва места где је било потребно да се управља конфискованом земљом. Робови и слуге без господара добили су дужност да у вртовима хране псе, коње и друге животиње.
Систем државног надзора над производњом соли и гвожђа значио је увођење монопола државе над њиховом производњом. Монопол државе на производњу гвожђа захтевао је одређену административну организацију, зато је цар основао агенције за со и гвожђе на нивоу и централне и локалне власти и на тај начин остварио бољи надзор над производњом ове робе. На врху ове организације био је главни коморник за националну благајну; испод њега налазио се министар за со и гвожђе, који је директно био одговоран за обе индустрије. Његов положај и плата били су једнаки положају и плати министра за пољопривреду. Државни службеници за монопол над производњом гвожђа добијали су у надлежност региона који производе велике количине гвожђа и били задужени за вађење руде гвожђа, топљење и производњу, као и продају предмета од гвожђа. Њихов положај и плата били су једнаки положају и плати окружних намесника; они су имали и подређене службенике чији се број мењао по потреби. Региони који нису производили гвожђе имали су своје чиновнике задужене за прикупљање гвоздених алата које су људи бацили и за њихово претапање и прераду. Ови службеници за гвожђе нису били подређени локалним функционерима, већ су били под директним управом министра за со и гвожђе. Профити које су остваривали одлазили су код главног коморника за државну благајну.
Такав поступак брзо је побољшао финансијско стање царске благајне чиме је и пружио јак разлог за даље вођење ове нове политике. Санг Хунгјанг (152—80. п. н. е.), царски саветник цара Вуа, рекао је:
Ваша часна замисао према којој треба успоставити монопол над производњом гвожђа и не само што ће донети корист народа већ ће допринети учвршћивању реда у држави. Она ће довести до слома разних клика, укинуће разне врсте претеривања и онемогућити даље отимање земље од сиромашних људи.
Када је цар Ву спровео у живот национализацију, држава је остварила велику корист тиме што су повећани приходи и задовољене финансијске потребе за царевину Хана, што је допринело коначној победи над Сјонгнуима. Нови ресурси искоришћени су и за стабилизацију пограничних области у јужним, југозападним и западним областима. Осим тога, држава је прибавила додатне природне ресурсе, проширила рударство, знатно побољшала квалитет и технологију топљења гвожђа и унапредила трговину гвожђем и сољу. Планирање вађења руде гвожђа вршено из центра, доношење одлука о врстама, моделима и количини алата од гвожђа, било је поуздано и предвидиво, па је допринело бољој организацији службеника и радне снаге. Ово планирање је у многоме подстакло даљи развој производње челика. Дошло је до стварања нове врсте робе од гвожђа и до побољшања квалитета старих врста производа. Пронађено је много више гвоздених алата произведених у другој половини владавине Западног Хана него алата насталих у раној фази владавине ове династије. Оружје и посуде од гвожђа заменили су оружје и посуде од бронзе. Осим пољопривредних алатки, радници су, такође, производили оруђа за занате као што су секире, тестере и длета; производили су и предмете за свакодневну употребу као што су лампе, казани, пећи, маказе, ножеви и огледала; производили су и оружје као што су дуги мачеви, дуга копља, криве сабље, хелебарде и закривљени ножеви. Употреба алата од гвожђа је повећана, пољопривредне алатке су побољшане, па је повећана и пољопривредна производња.
Па ипак, када је довршена национализација индустрије гвожђа, показали су се и недостаци овог начина производње. Званичници задужени за производњу гвожђа и соли су нпр. више били заинтересовани за квантитет него за квалитет производа. Сима Ћен је написао:
Када се обласни чиновници не разумеју у производњу соли и гвожђа, производе се лоши али скупи алати због чега ти службеници понекад морају да терају људе да их купују.
Осим тога, они су злоупотребљавали своју власт и користили је да злостављају и притискају кориснике тих производа. Зато је овај вид производње био предмет критике и племства, као и обичних људи:
Када обласни чиновници руководе производњем предмета од гвожђа, то су углавном алати који не одговарају потребама обичних људи. Ти алати су тупи и груби, па нису у стању ни траву да косе како треба. Због тога сељаци много раде а мало зарађују што смета и обичним људима.
Због тога што се сматрало да има више предности него мана, ова политика је вођена све до краја Западног Хана, али је касније укинута.

### Поштански систем
За време Вуове владавине наставио се брзи развој поштанске сужбе која је пратила изградњу нових путева, што је био одраз напретка државе. Главни задатак поштанског система био је пренос званичних писама и докумената, као и приватних писама државних службеника. Овај систем је такође садржао станице које су током пута користили чиновници и државни службеници. У овим станицама налазиле су се кочије и коњи за гласнике и чиновнике. Постојала је разлика између пешачких (џоу) и коњичких (џи) станица. Растојање између пешачких станица било је релативно кратко, у просеку од неколико лија до неколико десетина лија. Постојале су две врсте пешачких станица за одмор, које су се називале тинг и хоу. Коњичке станице грађене су још у ранијим периодима и једна од друге биле су удаљене око 100 лија (41,5 km). Коришћени коњи звали су се ћи џи, а кочије су називане џуан.
Пошто у раној фази династије Западни Хан није било довољно коња, држава је давала посебне погодности онима који користе коње. До времена цара Вуа, број коња се толико увећао да су „по улицама предвиђеним за људе ишли коњи, који су на пољима образовали огромна крда”. Сељаци су користили коње за обрађивање земље и превоз, а врло ретко су их јахали. Држава цара Вуа била је изузетно моћна и непрекидно је улагала велике напоре да учврсти везе између центра и провинција, међутим, ускоро је ушла у рат са Сјонгнуима, који је вођен од Хесија на западу до Љаодонга на истоку. Због политичких и војних потреба, цар Ву је у великој мери ојачао и проширио постојећи поштански систем. У преношењу писама и војних информација, од поштанског система тражило се да поштује три принципа: брзину, тачност и поузданост. Током ове велике реорганизације поштанског система џоу станице промењене су у станици џи у циљу задовољења војних потреба. Велики број коња у власништву државе био је материјална основа ових реформи.
Више писаних извора насталих пред крај владавине цара Вуа пружа информације о поштанском систему. Хан шу нпр. описује ширење ка Западним областима:
Од Дунхуанга на западу до Јенцеа, стално се оснивају поштанске станице (тинг).
Чувени песник Сима Сијангжу надгледао је „пробијање путева кроз планине у дужини од преко 1.000 лија, грађених да се појача контрола државе над Баом и Шуом”. Године 129. п. н. е. Хан је успоставио „поштанске станице у јужном Јиу”.

### Реформа календара
Династија Хан је испрва користила Џуансју календар, наслеђен од династије Ћин, а који је постојао још од периода Пролећа и Јесени. За време владавине цара Вуа Џуансју календар је већ дуго био у употреби, па се нагомилало много нетачности. Због тога је цар тражио савет од око 20 стручњака специјализираних за небеске појаве. После одређених расправа, мерења и испитивања, ови стручњаци су створили нови календар назван таичу календар. Таичу календар је извршио вишеструки утицај на потоњи развој календара. Прво, први лунарни месец установљен је као почетак године. Друго, таичу календар садржи нови принцип за бирање преступног месеца, за који је одређен онај који не садржи парни број двоседмичних периода. Треће, у овај обухватни астрономски годишњи календар уклопљени су важни астрономски параметри, као што су помрачења Сунца и Месеца и периоди конјукција пет планета.

## Културни препород у време цара Вуа: Успон конфучијанства
Период Пролећа и Јесени и период Зараћених држава били су златно доба за развој разних школских мишљења. Када је први цар Ћина забранио неслагања међу теоретичарима и мислиоцима и сву ученост и образовање ставио под царску контролу, у држави је било врло мало различитих мишљења о истој ствари. У раном периоду Западног Хана, неколико старих учењака усмено је преносило текстове из времена пре династије Ћин, али је њихов утицај био минималан. Традиција је сачувала име Фу Шенга, који је на врхунцу духовне снаге био између 180. и 140. пре н. е, у потоњим временима слављен зато што је сачувао и даље пренео Класичну књигу докумената. Он је то дело крио за време Ћина, јер је тада наређено да се она и сви конфучијански текстови униште. Ови су текстови за време династије Хан поново добили право на живот. Сви владари с почетка династије Хан следили су учење легалистичке и Хуанг-Лаове школе мишљења. Двор Хана је чак отворио и радна места за теоретичаре, али они нису на тим местима имали да напредују и праве каријеру. Међутим, ситуација се драматично променила за време владавине цара Вуа. Када је он ступио на престо, засметало му је што су стари обреди и музика занемарени. Због тога је издао указ који све честите, моралне и способне учењаке позива на двор да изнесу своје замисли и сугестије. У то доба је Дунг Џунгшу, најзначајнији конфучијански теоретичар тог времена и стручњак за Гунгјангове коментаре на Анале Пролећа и Јесени на основу којих је развио систематску и разрађену политичку теорију, предложио „да се укину све не-конфучијанске школе мишљења и да се у први план стави проучавање Шест класика”. Он је предложио да се Анали Пролећа и Јесени проучавају као главни класик и да се то проучавање стави у службу реализације „великог уједињења”. Он је такође указао на потребу оснивања националног универзитета у престоници Чанган, где би предавачи били добри учитељи и где би се образовали будући службеници. Критиковао је тадашњи систем бирања чиновника, попут „постављања сина захваљујући заслугама оца или старијег брата”, или „избора за државну службу која се заснива на финансијским доприносима”. Он је сматрао да деца високих службеника и потомци богатих породица „не морају бити вредне и моралне особе”. Тражио је бирање „најталентованијих” међу студентима универзитета. Притом је недвосмислено нагласио:
Људи малог талента могу обављати свој посао током дугог времена, али никада неће постићи ништа значајно. Талентовани и вредни људи могу и краће време да се проведу у служби, а да притом двору учине велике услуге.
Дунг Џунгшуова сугестија коју је цар Ву прихватио изражава потребу за изградњом јединствене, централизоване и моћне државе. Како је кинеско друштво постепено почело да оживљава и развија се, цар Ву је потискивао не-конфучијанске мислиоце, а према конфучијанском учењу исказивао је највеће поштовање. Истицање конфучијанских мислилаца у првом плану представља знак победе културе Ћи и Лу.. Конфучијанци су преносили и предавали Пет класика, па су сматрани представницима старе културе, друштвеним едукаторима, који су се залагали за поштовање четири врлине: човекољубља, дужности, лојалности и синовљевског поштовања. Биле су то врлине које су улазиле у темеље њиховог друштва. Ово је конфучијанству дало јединствену, скривену моћ са којом се није могла мерити ниједна школа мишљења. Конфучијански принципи моралне владавине и усавршавања кроз обреде и музику, заједно са учењем о владавини узвишеног човека (ђунци), за време Хан династије, имали су велики утицај на царском двору. Цар Ву је успоставио систем избора „часних и морално чистих”.
Године 136. п. н. е. цар Ву је на Царском универзитету поставио седам професора који су држали предавање о Пет класика: Класичној књизи песама, Класичној књизи докумената, Класичној књизи промена, Књизи обреда и Аналима Пролећа и Јесени. Ови предавачи припадали су „школи” Новог текста, традицији која је своје тумачење класика заснивала на верзији написаној новим кинеским писмом. Ова школа је у културном и политичком погледу доминирала у готово читавом периоду Западног Хана. Године 124. п. н. е. први министар Гунгсун Хунг (200—121. п. н. е.) препоручио је да још 50 студената буде постављено на функцију предавача. Избор је требало да направи коморник за церемоније полазећи од препорука добијених од војних заповедништва, краљевине, подручја и округа. Изборни процес спроводио се једном годишње кроз испите. Они студенти који су положили испит постали су кандидати за нижа места у централној и локалној власти са којима су могли постепено да напредују. Највећи историчар тог доба Сима Ћен је зато рекао да се „од тог доба број образованих људи на местима министара и високих званичника знатно повећао”. Већина ових образованих људи били су конфучијанци, и заступали су конфучијански модел владавине.
Цар Ву је такође организовао прикупљање текстова за свој двор. Ступивши на престо, он је издао следећи указ:
Обреди су изопачени, права музика је нестала, књиге су поцепане и недостају траке са докумената писаних на бамбусу. То нас растужује.
Да би прикупио и издао старе текстове, цар Ву је установио политику прикупљања књига, а постављао је и чиновнике за преписивање тих текстова. У овај посао укључени су и коментари и тумачење текстова. Поменути текстови и документа напунили су царске архиве.
У то доба дошло је и до великог развоја моралне људске мисли. Дошавши на престо, млади цар је Дунг Џунгшуа, већ тада увелико поштованог професора на царском двору, питао за „знаке на Небу и у људском свету”. Дунг му је детаљно одговорио, а његов убедљив одговор је био заснован на Конфучијевом тврђењу да су „од свих бића на Небу и Земљи људи најплеменитија врста”. Он је рекао:
Човечанство је добило дар од Неба да буде изван свих других живих створења... Ако разумемо његову небеску природу, онда ћемо схватити да је човек узвишенији и племенитији од других створења.
Другим речима, ни према робовима се не сме поступати као према нижим бићима. Дунг је цару даље рекао да друштво треба да „укине ону казну по којој се мушкарци и жене и због ситног преступа претварају у робове и да укине право газди да по својој вољи убијају робове и слуге”. У феудалном друштву, посебно у његовој раној фази, није било могуће да се укине лоше поступање према робовима, нити да се спречи трговина робљем. Међутим, тврђење да су робови „људска бића” представљао је велики напредак у моралном смислу. Дунг Џунгшуа, касније управитељ дворане двојице краљева Хана, написао је цару Вуу одговоре на још два питања о Небу и човеку.

### Царево интересовање за књижевност и развој музике
Цар Ву је реорганизовао Музичку канцеларију (јуефу), која од тог тренутка више није била државни орган за компоновање музике, већ за прикупљање народних песама које се изводе уз музику. О томе Бан Гу у Хан шуу каже:
Онда је цар Ву установио обреде за приношење жртава у предграђу и основао Музичку канцеларију, задужену за прикупљање песама и њихово рецитовање у позним ноћним сатима.
Музичка канцеларија за време његове владавине доживљава златно доба. Најистакнутији књижевни род тога времена био је фу, односно рапсодија, песме у прози или излагање; осим тога, било је још нових праваца у песништву. Овај тип музике био је врло утицајан. Многе песме одражавале су свакодневни живот народа, укључујући трагичне догађаје и тешке судбине појединих жена. Одређене песме Музичке канцеларије (јуефу) написали су књижевници, а извођене су уз ја или „отмену музику” на двору. Друге су сакупљене из народа, па ова група песама тачно одражава живот ондашњих нижих класа. Ова дела Бан Гу описује као „осећање туге или среће, настало као одговор на одређене догађаје”.
По „Биографији кнеза од Хуајнана” из Хан шуа, цар Ву је сваки пут када је на светковини сретао Лију Ана (170 — 122. п. н. е.), „са њим причао о добицима и губицима, о посебним методама и техникама, и о фуу и сунгу и такве разговоре водио све док не падне ноћ”. Oдмах по ступању на престо, за разлику од свог оца, цар је показао занимање за фу Сима Сијангжуа, установитеља ханског фуа. Када је Сима Сијангжу добио позив да дође на царски двор, он је саставио „Фу о царском лову”, у којем је описао царску палату и паркове. Под покровитељством цара Вуа, група писаца фуа, окупљена на двору, углавном је писала фу о царевим активностима. Сима Сијангжу је постигао успех, пре свега, зато што је задовољио захтеве доба цара Вуа. Рана држава Хана је одмах по рушењу династије Ћин водила политику побољшања живота народа, па је зато до доба цара Вуа држава била богата, а народ задовољан. Тако се Сима Сијангжуов фу, одликован стилским претеривањем и мноштвом набрајања није поклопило само са захтевима амбициозног цара Вуа, већ и са потребама тог времена. Предмети описани у Сима Сијангжуовом фуу нису настајали у царским баштама, али како су се нашли у фуу који је описивао царске вртове, песник их је приказао као ствари које се налазе у читавом царству Хана.
Иако је претеривао, описи Сима Сијангжуа одражавају богатство и величину територије царства Хана. Песник, такође, описује цареве ловачке походе и доживљаје:
Када прође јесен и зима покаже своје лице, Син Неба тад креће у лов.
Он велику помпу и церемоније које прате цара описује онако како пре њега то нико није чинио. И садржај и форма његових дела прилагођени потребама цара Вуа, али и захтевима просперитетног ханског царства. Царев тријумф испуњавао је невиђеним поносом и самопоштовањем не само царску породицу већ и просечне интелектуалце. Зато чак и када је фу Сима Сијангжуа садржао критику царевог понашања и политике на почетку и на крају, она није била у центру песниковог занимања. Теоретичари често Сима Сијангжуа виде онако како га Јанг Сијунг доживљава, и мисле да је главни његов циљ била критика и убеђивање (фенгђијен) и да његова дела садрже више похвала што је довело до „подстицања критичког става и прекоревања”. У ствари, ово схватање показује утицај Јанг Сијунга који је крајем живота одбацио фу зато што не садржи моралну поруку. Људи у доба цара Вуа нису имали критички став према Сима Сијангжуу, већ су настојали да га подражавају. Од времена Сима Сијангжуа, писци фуа сјатили су се на двор и претворили у званичне дворске писце.
Традиционални музички инструменти Централне низије углавном су били удараљке. За време цара Вуа у Кину су са запада Путем свиле пренети дувачки инструменти, удараљке и жичани инструменти попут кунгхоуа (харфа), билија (бамбусова свирала), ђијегу (бубањ) и ћијангди (флаута). Ови музички инструменти знатно су обогатили репертоар кинеске музике. За време владавине цара Вуа, дошло је до новог развоја у плесној уметности, такмичарским играма и мађионичарским представама.

### Царева подршка конфучијанству
Када је успостављена власт династије Хан, дошло је до непријатељске реације против легализма, али не и до тренутног одбацивања његових метода. Укидање забране књига које је наметнула претходна власт Ћина дошло је нпр. тек за време цара Вуа. Легалисти и таоисти су уживали привилегован положај, а конфучијанство је било само једна у низу бројних струја на двору у тренутку када је Ву ступио на власт. Године 140. п. н. е. цар Ву затражио је од својих службеника да препоруче моралне и истакнуте људе за важна државна места. Главни саветник Веи Ван (умро 130. п. н. е.) поднео је петицију двору у којој каже:
Сви који су препоручени као вредни и изузетни се баве проучавањем дела Шен Бухаија, Шанг Јанга, Хан Феја, Су Ћина и Џанг Јиа. Они наносе штету држави. Предлажем да се отпусте.
Цар Ву је прихватио овај предлог. Дунг Џунгшу је такође предложио да „сви који не прихватају Шест класика и Конфучијево учење треба или да се одрекну свог учења или положаја у држави”. Од тада је двор Хана подигао кончијанство на највишу позицију.
Цар Ву се тешко одлучио да прихвати конфучијанска начела, прихватању је вероватно допринело то што је цар волео ученост, књижевности и песништво. Године 140. п. н. е. он је поставио Доу Јинга (умро 131. п. н. е.) за главног саветника, а Тијен Фена (умро 131. п. н. е.) за главног бранитеља. Обојица су били убеђени следбеници конфучијанског учења. Он је такође конфучијанске учењаке Ванг Цанга и Џао Вана поставио на важне положаје. Ванга је унапређивао више пута за годину дана и коначно га је поставио за главног коморника, а Џао Вана за главног надзорника. Такође је позвао њиховог учитеља Шен Паија (умро отприлике 134. п. н. е.), који је тада живео у држави Лу, да дође у ханску престоницу Чанган. Учитељ и његова два бивша ученика заједнички су покренули реформу, чији је циљ био замена институција из времена Ћина и раног Хана новим институцијама усклађеним са конфучијанским идејама. Шен Пеи је проучавао конфучијанске класике код једног од Сун Цуових ученика, постао је велики учитељ упућен у Лу верзију Класичне књиге песама и Гулијангових коментара Анала Пролећа и Јесени. Он и његова два бивша ученика заступали су исте политичке идеје као и Ђија Ји, државник у време раног Хана. Према Ши ђију, ова три учењака расправљала су о бројним темама као што је изградња Дворане светлости (Мингтанг) у јужном делу престонице, у којој би цар примао вазалне господаре. Подносили су предлоге за владарева путовања, за приношење жртава фенг и шана, као и за промену календара и боје дворских одежда. Хан шу о овоме пише следеће:
(Ови учењаци) хтели су да изграде Дворану Светлости, врате племство на њихове поседе и укину ограничења на граничним прелазима.
Већину ових мера предложио је Ђија Ји. Чини се да је цар хтео да конфучијанство успостави као државну филозофију, али га је у томе спречила његова баба, моћна царица удовица Доу, која је била следбеник таоизма, тачније Хуанг-Лао школе. Године 139. п. н. е. Џао Ван је тражио да се петиције више не шаљу у Источну палату, у којој је живела остарела царица удовица. Царица се осветила тако што је Доу Јинга и Тијен Фена отпустила из службе, а Џао Вана и Ванг Цанга бацила у затвор, где су обојица извршили самоубиство 139. п. н. е. Шен Пеи је поштеђен због својих година. Њега је царица послала назад у државу Лу, где је после неколико година и умро.
Ипак, царица удовица није могла да спречи успон конфучијанства који је био у пуном полету. После њене смрти 135. п. н. е. ово учење опет се појавило на политичкој сцени с том разликом што су представници водеће политичке школе били Дунг Џунгшу и Гунгсун Хунг, који су заступали теорије Гунгјанг школе Анала Пролећа и Јесени и чије је учење пружило теоријску основу за политичко и културно уједињење земље. Одмах после смрти царице удовице Доу, цар Ву Тијен Фена поставио за главног саветника. Када је Тијен Фен дошао на то место, забранио је школу Хуанг-Лао и протерао са двора све оне мислиоце који нису припадали конфучијанској традицији, а на важне положаје поставио стотине конфучијанских учењака. Фангшији, експерти за езотеријске вештине повезани за таоизмом, наставили су да делују на царевом двору.
Касније, када је Гунгсун Хунг постављен за главног саветника и када је добио племићку титулу због свог изузетног познавања Анала Пролећа и Јесени, учењаци широм царства сматрали су га за свог предводника. Тако је, постепеним потискивањем легалиста успостављена владајућа позиција конфучијанства. Године 134. п. н. е. цар Ву је издао указ којим се захтева избор кандидата за звање вредног и изузетног. Због тога су Дунг Џунгшу, Гунгсун Хунг и други избили у први план. На цара Вуа посебно јак утисак оставили су Гунгсун Хунгови одговори на политичка питања која му је двор поставио, због чега га је прогласио најбољим и наименовао за професора царског двора. Гунгсун Хунг је поднео низ петиција двору чиме је добио додатно поверење цара и био постављен за главног саветника. Према Ши ђију, Гунгсун Хунг је у исправљању понашања подређених службеника, као и у постављању министара користио принципе Анала Пролећа и Јесени. Према Јен Тије Луну, Гунгсун Хунг је цару Вуу објашњавао Анале Пролећа и Јесени, а цар га је одмах поставио за једног од Три екселенције. Цар Ву је организовао расправу између Дунг Џунгшуа и Шен Пеијевог ученика Ђијанг Гунга на којој је Гунгсун Хунг био судија. Резултат ове расправе била је победа присталице Гунгјанг школе, што је довело до велике популарности тог учења.
Политика цара Вуа, која је искључиво подржавала конфучијанско учење, имала је за њега посебан значај. Уз подстицај и подршку државе, проучавање Пет класика брзо је постало популарно. О овоме Хан шу пише:
Има све више учитеља који преносе знање о Пет класика. Број њихових ученика расте као што расту нове гране и лишће на дрвету.
Различите школе постепено су се спајале, што је представљало додатни подстицај за развој конфучијанског учења. Раст школског образовања знатно је допринео ширењу конфучијанског учења и обуци великог броја чиновника. Тако је ово учење постало главна покретачка снага за политички и друштвени прогрес.
Од кад је цар Ву 136. п. н. е. поставио професоре за Пет класика, проучавање конфучијанских класика било је званична грана учења, које је подржавао царски двор династије Хан. Током дужег периода, посебно после великог полета после доласка цара Вуа на власт, Пет класика постепено су се развили у различите верзије. Узрок овоме јесте чињеница да су „писане верзије текстова нестале, да су постојале разлике у језику севера и југа и да су се неке верзије текста појавиле у различитим периодима, па се из истог извора појавило 10 струја”. Излагање конфучијанских текстова постало је разноврсније, а свака школа делила се на више струја.
Године 124. п. н. е. водећи конфучијанци основали су царску академију и позвали младе људе да се на њој образују код конфучијанских учитеља називаних боши или ерудите, а да после завршених студија добијају важна места у државној служби. Ово није у потпуности заменило препоруку као средство примања у службу, али је створило институцију за обуку службеника и чиновника, институцију чији се наставни план и програм заснивао на конфучијанским класицима. Постепено су увођене и друге праксе, повољне за конфучијанство, као што је утемељење дворских обреда на конфучијанским класицима. До краја династије Хан су конфучијанска учења постала једини закон за цара и његову администрацију.

### Цареви политички принципи и уважавање Гунгјангових коментара
Нормално стање Кинеског царства била је деспотска и чиновничка власт која се није до краја спојила са моћним елитним клановима. Све док је то било изводљиво, цар је настојао да оствари ово спајање две политичке моћи. Цар Ву је предузео мере да ојача деспотизам и чиновништво. Према историчару из раног периода династије Ћинг, Ванг Фуџију (1619–1692):
Он је поправио храмове у предграђима, спровео обреде оплакивања, давао имање припадницима царског дома, укинуо забране вршења државне службе, основао службу за примање жалби, призвао себи све који су били удаљени с двора, забранио чен веи пророчке текстове, повећао плате службеника, спроводио конфучистички начин владавине тако да су људи били безбедни. Мада су у унутрашњости царевине беснели немири, и мада су границе биле угрожене, а држава у рушевинама, људи су му у срцу и даље били одани.
Расправа између заступника Гунгјангових и Гулијангових коментара започела је као расправа између Дунг Џунгшуа и Ђијанг Гунга. Према Хан шуу, „Дунг Џунгшу је био добро упућен у Пет класика, и био је вешт полемичар и талентован писац”, „а Ђијанг Гунг је муцао и показао се недораслим Дунг Џунгшуу”. Осим тога, Гунгсун Хунг првобитно је био присталица Гунгјангових коментара. Он је уредио и сабрао њихова становишта и на крају прихватио Дунг Џунгшуове тезе. Од тог доба, цар је дубоко поштовао теоретичаре Гунгјангове школе, па је издао указ по којем престолонаследник мора да проучава Гунгјангове коментаре. Овај поступак цара Вуа уздигао је Гунгјангову школу у месту правоверног учења, па је она вршила снажан утицај на царску политику и на унутрашњем и на спољашњем плану и дала подстицај покрету за обнову старих традиција и увођење реформи.
Најзначајнија царева реформа била је промена закона и уредби. Дунг Џунгшу је сматрао да после доласка на власт династије Хан, „недостатак усаглашености и доследности захтева институционалне промене”. Ово стање, по његовом мишљењу, требало је приписати одсуству јединствених водећих принципа у политици, што се показује у „проповедању различитих учења, појави различитих идеја, и мноштва учитеља од којих сваки има своје мишљење”. Доследност и усаглашеност закона и установа траже јединствене водеће принципе, тврдио је он. Само заступање конфучијанства и забрана других школа мишљења „може да доведе до поменуте усаглашености установа и јасности закона и мера”. Дунг је желео да у реформисању закона наслеђених од династије Ћин цар примењује конфучијанство, и то посебно оне принципе који су изложени у Гунгјанговом тумачењу Анала Пролећа и Јесени и да од конфучијанског учења направи мерило за просуђивање исправног и поштеног, као и да од закона двора Хана направи средство моралног васпитања. Управо је у овом духу цар Ву наложио Џанг Тангу (умро 115. п. н. е.) и Џао Јуу (на врхунцу између 150. и 109. п. н. е.) да „ревидирају законе и уредбе”. Ши ђи каже да је у одлучивању у судским споровима Џанг Танг желео да се усвоје тумачења из старих текстова, па је тражио да ученици који су били познаваоци Класичне књиге докумената и Анала Пролећа и Јесени буду постављени за писаре коморника за примену закона. Када је Дунг Џунг отишао у пензију, царски двор је кад год се појави неки већи проблем слао изасланике заједно са министарством права Џанг Тангом да се посаветују са њим. Дунг је потом скупио Чунћију ђуе ши, дело које садржи 232 правна случаја, често праћених указивањем на релевантне класичне текстове и детаљним навођењем сваког случаја. Гунгсун Хунг, који је био добар познавалац закона и административних ствари, али и познавалац конфучијанског учења, узимао је учешће у ревизији закона. Зато, осим ревизије оригиналних одредби законику династије Хан, додати су нови чланови Све ове промене одражавају утицај конфучијанске мисли, а Дунгово дело Чунћију ђуе ши због тога што је било посебно утицајно. Оно означава почетак процеса уношења конфучијанских идеја и схватања у кинеске законе.
Међутим, „владање комбинацијом силе и човекољубља” била је основна политика цара Вуа, што значи да политика за коју су се залагали присталице Гунгјангове школе није била у потпуности прихваћена. Посебно је по питању „увећавања материјалног добитка” цар заузео став сасвим супротан од става представника Гунгјангове школе. У вођењу рата против страних држава и спречавању богатих трговаца и локалних магната да присвајају земљу, цар Ву се ослањао на Санг Хунгјанга и друге службенике који су тражили повећање прихода држави. Они су се залагали за успостављање државног монопола над производњом соли, гвожђа и алкохола, као и за мере чији је циљ био праведна расподела добара, стабилизација цене и опорезивање својине и зарада трговаца и занатлија, па за увођење оштрих казни за оне који не плаћају порез. Због повећања прихода државе, људима је било дозвољено да дају жито у замену за државне положаје, или да купују почасне наследне племићке титуле како би ублажили казне за преступе. Мада су ове само имале позитивне резултате, заступници Гунгјангових коментара су им се противили, тврдећи да се на тај начин „држава отима за профит”, што ће људи навести да „добитак ставе изнад пристојности”, и тако озбиљно угрозе моралне вредности друштва. Дунг Џунгшу је предлагао да се трговина сољу и гвожђем препусти обичним људимама, али је цар Ву одбацио овај предлог. После жестоке расправе учених људи са Санг Хунгјангом, цар Ву је укинуо само монопол на алкохол као и службе задужене за монопол на гвожђе у области Чангана. Тако су ствари углавном остале исте као и раније, што је изазвало велико незадовољство код теоретичара и учењака конфучијанске оријентације.

### Сима Ћен: Рођење историографије
У доба цара Вуа настао је и Ши ђи, прво кинеско историјско дело које се истиче како обимом тако и садржајем, аутора Сима Ћена. За време владавине цара Вуа, био је префект великих писара. После смрти свог оца Сима Тана 110. п. н. е. започео је писање историје од далеке прошлости до свог доба, испуњавајући тако неостварени сан свог оца. Мада је претрпео срамотну казну кастрације, он је остварио свој план и довршио ово историјско ремек-дело. Ши ђи, првобитно је насловљен Таиши гунг шу или Таиши гунг ђи, представља прву кинеску општу историју написану у облику анала и биографије. Овај жанр, који у Кини није имао преседана, ускоро је постао узор за потоње историчаре. Ово дело створило је шаблон и низ конвенција за писање стандардних историја, отворио нов приступ писању историје и поставио темељ за рад будућих историчара. Оно означава зрелост кинеске историографије.
Ши ђи је заокружено историјско дело, богатог садржаја, засновано на разрађеним методима и принципима. Оно почиње легендарним Жутим царем, а завршава се владавином цара Вуа и обухвата период дужи од 3.000 година. У њему се детаљно описују тада временски ближи догађаји. Ши ђи садржи 130 поглавља, укључујући 12 основних анала, углавном хронике владара, 10 хронолошких табела, 8 расправа, 30 владарских лоза и 70 биографија.

### Културна размена са западним земљама
За време владавине цара Вуа, дошло је до новог развоја у плесној уметности, такмичарским играма и мађионичарским представама под утицајем који је долазио из земаља на западу. Акробатска извођења била је уобичајени облик забаве на свим светковинама. У периоду Хана најпознатији облик забаве била је баиси или варијететска представа, која је представљала наставак традиционалне кинеске акробатике, уз додатак иностраних вештина и мађионичарских представа, нарочито са запада, посебно из Да Ћина, тј. Римског оријента. Према Џанг Ћеновој биографији, изложеној у Хан шуу, изасланици из Дајуана и других западних земаља дошли су у Чанган за време владавине цара Вуа:
Том приликом изасланици су цару показали велика нојева јаја и вештине римских мађионичара из Лисјуена... После тога цар је приредио такмичарске игре и окупљеном народу показао необична створења... После показивања вештина страних мађионичара, такмичарске игре и величанствене приредбе стално су се мењале и бивале још савршеније и популарније.
Године 108. п. н. е. на царском двору одржано је велико мађионичарско такмичарско извођење које је привукло посматраче из најудаљенијих области. Културни утицај са запада задржао се у Кини више векова.

### Празник лампиона
Празник лампиона настао је за време династије Хан, а корене има баш у владавини цара Вуа. Мијао Ђи из Боа био је поднео петицију цару у којој је тражио приношење жртава врховном божанству, Великом Јединству (Таији). Цар Ву је прихватио његов савет и направио олтар за Велико Јединство у палати Слатког пролећа, северно од престонице. Његово приношење жртава Великом Јединству постао је важан церемонијални догађај који се одигравао 15. дана првог лунарног месеца сваке године. Жртвене активности почињале су у сумрак и трајале читаве ноћи све до јутра. Олтар је био украшен бројним лампионима, што је касније постала општа пракса спровођена 15. дана првог лунарног месеца.

## Градитељски подухвати

### Престоница: Градитељско дело цара Вуа
Цар Ву се истицао и као велики градитељ. Током своје владавине изградио огроман број велелепних палата и паркова. Настојао је да гради зидине, палате, паркове и гробнице поштујући начело „велико је лепо” и стварајући тако посебан архитектонски стил овог периода. Тиме је дао и пример другим кинеским царевима, који су настојали да граде велика и импозантна здања, користећи огрому моћ уједињеног царства. Као последица цареве склоности грандиозним грађевинским пројектима, за време његове владавине дошло је до велике обнове престонице Чангана. Према књизи Санфу хуангтуу, која даје опис Чангана:
Грађевински пројекти цара Вуа били су два пута већи од оних из доба династије Ћин. Звук секира и лопата и шкрипање корпи од бамбуса годинама су се могли чути. Цар Ву је дао на вољу својим изопаченим амбицијама у жељи да на тај начин покаже своју моћ читавом царству.
У унутрашњости Веијанг палате изграђено је неколико раскошно украшених зграда. Међутим, цар Ву је посебну пажњу поклонио украшавању спољашњости ове палате и о томе постоји запис у Санфу хуангтуу:
Кровна конструкција направљена је од магнолије, подупирачи и стубови од гинка. Ту налазимо металне звекире и врата са инкрустацијама од жада. Обојене греде, црепове од жада, изрезбарене стубове са постољима од жада, двоструке тремове и раскошно изгравиране гелендере. Налазимо и врата с резбаријама обојеним у плаво и црвено степениште са држачима са десне и степеницама са леве стране. Зидови су обложени плочицама од злата са инкрустацијама и украсима од жада постављеним тако да кад ветар дува оне испуштају пријатне звуке.
Осим палате Веијанг, у дворском комплексу Чангана сврставале су се и палата Чангле, у којој је живела царица удовица, и Северна палата. Такође су додате и нове палате, међу којима се посебно истичу: палата Ђијенџанг, палата Гуи и палата Минггуанг, у којој су живеле царске конкубине. Обим ових зграда износио је више од 4,15 km, и оне су заузимале две трећине престонице. Данас се тешко може замислити раскош овог града, његове велике зидине, правилно распоређене палате, велики број коња, кочија и препуних пијаца.
Цар Ву је изван градских зидина Чангана изграђено је неколико великих здања. Југозападно од престонице изградио је парк Шанглин. Обим парка Шанглин износио је на стотине километара. У парку цар Ву је изградио језеро Куенминг, по узору на језеро Дијан у данашњем Јунану. Обим језера износио је 16,6 km и стотине вишеспратних чамаца истовремено је могло да плови њим. Језеро је служило за обуку поморских снага у походима против југозападног краљевства Куенминг, укључујући и „бродове високе и до 10 џанга”. У парку је било мноштво кула и зграда међу којима се посебно иститицала палата Ђијенџанг, чија је главна дворана лепотом и величином превазилазила чак и палату Веијанг. Обим Дијенџанг палате износио је 12,45 km. Из њеног Предњег хола могла се видети Веијанг палата. Цар Ву је наредио и да се изграде покретни мостови који су прелазили преко опкопа и били директно повезани са Веијанг палатом. Друге важне грађевине биле су Мингтанг (Дворана светлости) и Бијунг (Кружни опкоп), здања из којих је цар издавао указе и наредбе. Царски универзитет, који је такође био велико здање, био је смештен са северозападне стране градских зидина.
Чанган се убрзано развијао и ширио. Чему доприноси податак да је од цара Хуија до Вуовог времена дневна потрошња из централног складишта жита порасла са 100.000 шија на 6.000.000 шија. Овај брзи раст потрошње одражава и брзо ширење бирократског апарата. Како су културне и рекреативне активности у престоници биле су много развијеније него у другим градовима, после отварања Пута свиле она је постала још просперитетнија.

### Пољопривреда и развој иригационих система
У то време је у царству Хана постојало велико и детаљно познавање пољопривреде, укључујући и познавање тла и усева. Већина сељака била је у стању да разликује врсте земље, да користи ђубриво, бира семе и обрађује поља. „Метод смењивања поља” који је увео Џао Гуо (на врхунцу између 100. до 87. п. н. е.), главни начелник за прикупљање жита, биле су резултат нагомиланог искуства ондашњих сељака.
У време цара Вуа почео је брзи развој наводњавања, у коме су главну улогу одиграли, поред цара, и локални чиновници које су занимале пољопривредне иновације. Први велики пројекат који је укључио снагу воде био је канал ископан у близини престонице Чанган, који се користио како за транспорт робе и људи, тако и за навођење околних поља. Већина жита транспортована је на запад дуж Хоангхоа, преко реке Веи, у престоницу Чанган, где се потрошња стално повећавала. До времена владавине цара Вуа, престоница је годишње трошила 6.000.000 шија, а транспорт само реком Веи тешко је успео да задовољи толику потражњу. Године 129. п. н. е. цар Ву је наредио стручњаку за коришћење водене снаге Сју Боу да започне изгрању канала. Канал је кренуо од Чангана, пратио јужну обалу реке Веи, и ишао ка истоку ка Хоангхоу. Довршен је за три године и био дугачак свега 124,5 km. Време потребно за превоз робе је захваљујући овом каналу преполовљено. Осим тога, канал је коришћен и за наводњавање више од 114.000 јутара земље.
Отприлике у исто време цар Ву је, под утицајем бројних саветника, у региону Гуанџунг изградио неколико нових иригационих система. Најважнији су били канали Лингџи, Ченгуо, Веи, Лијуфу и Баи. Најчувенији од њих био је канал Баи. Он је први пут изграђен 95. п. н. е. у области северно од реке Веи. Почетак канала био је у Гукоуу, на западу, а завршетак у Лијангу на истоку. Овај канал је воду из реке Ђинг усмеравао у реку Веи, паралелно са каналом Џенг Гуо. Био је дугачак 83 km и наводњавао више од 51.300 јутара. Поља навођена из овог канала сваке године доносила су богату жетву. У то доба настала је песма: